# 塩水林道
塩水林道（しおみずりんどう）は、神奈川県愛甲郡清川村にある林道。1968年12月に開通、全長4.6kmで全線舗装されている。
本谷林道の起点（塩水橋付近）から約400m先にある瀬戸橋が塩水林道の起点で、10%前後の急勾配が終点まで続く。林道開通当時は終点まで一般車両は入れ、丹沢山への登山道の一部として利用されていたが、登山者が増え登山道が荒廃したため、現在はゲートが設置され「一般車両通行止め」となっている。しかし登山者などはゲート脇から進入できるため、現在でも登山道として利用されている。

## 関連項目

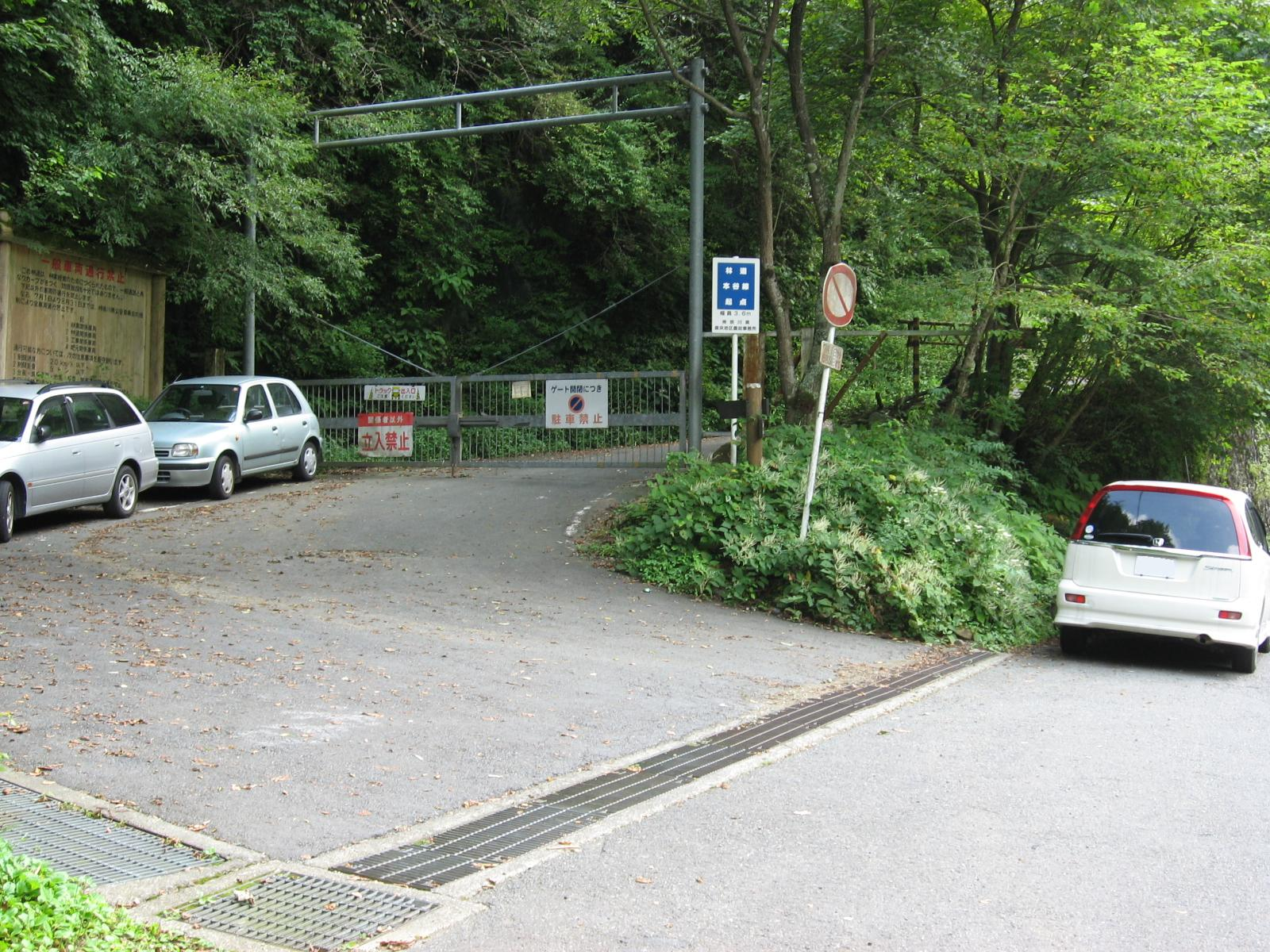
県道70号線、塩水橋付近の本谷林道入口ゲート。登山者はゲート脇から進入可能。
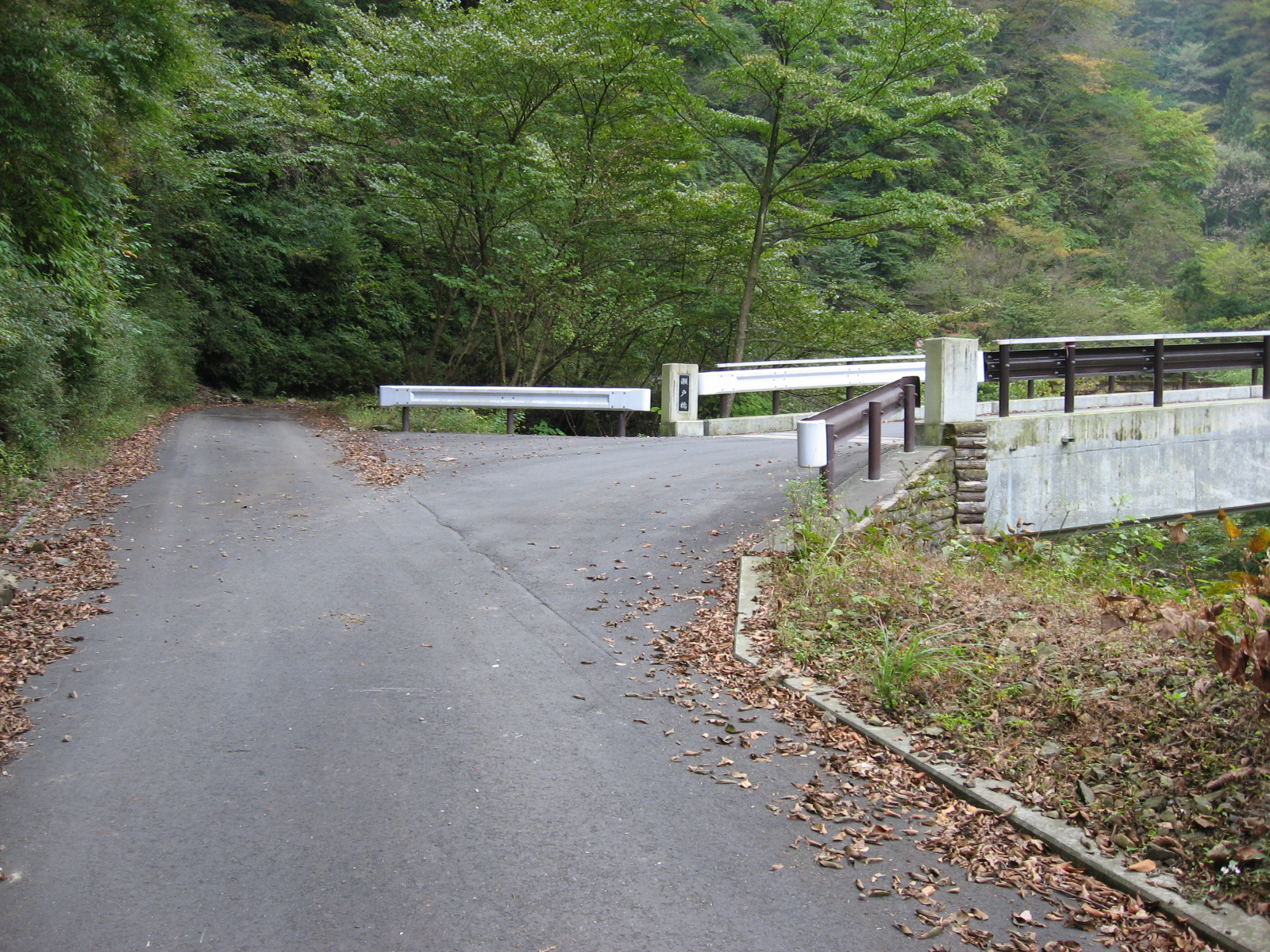
ゲートより400m先の本谷林道（左）と塩水林道（右）の分岐点。ここが塩水林道の起点。
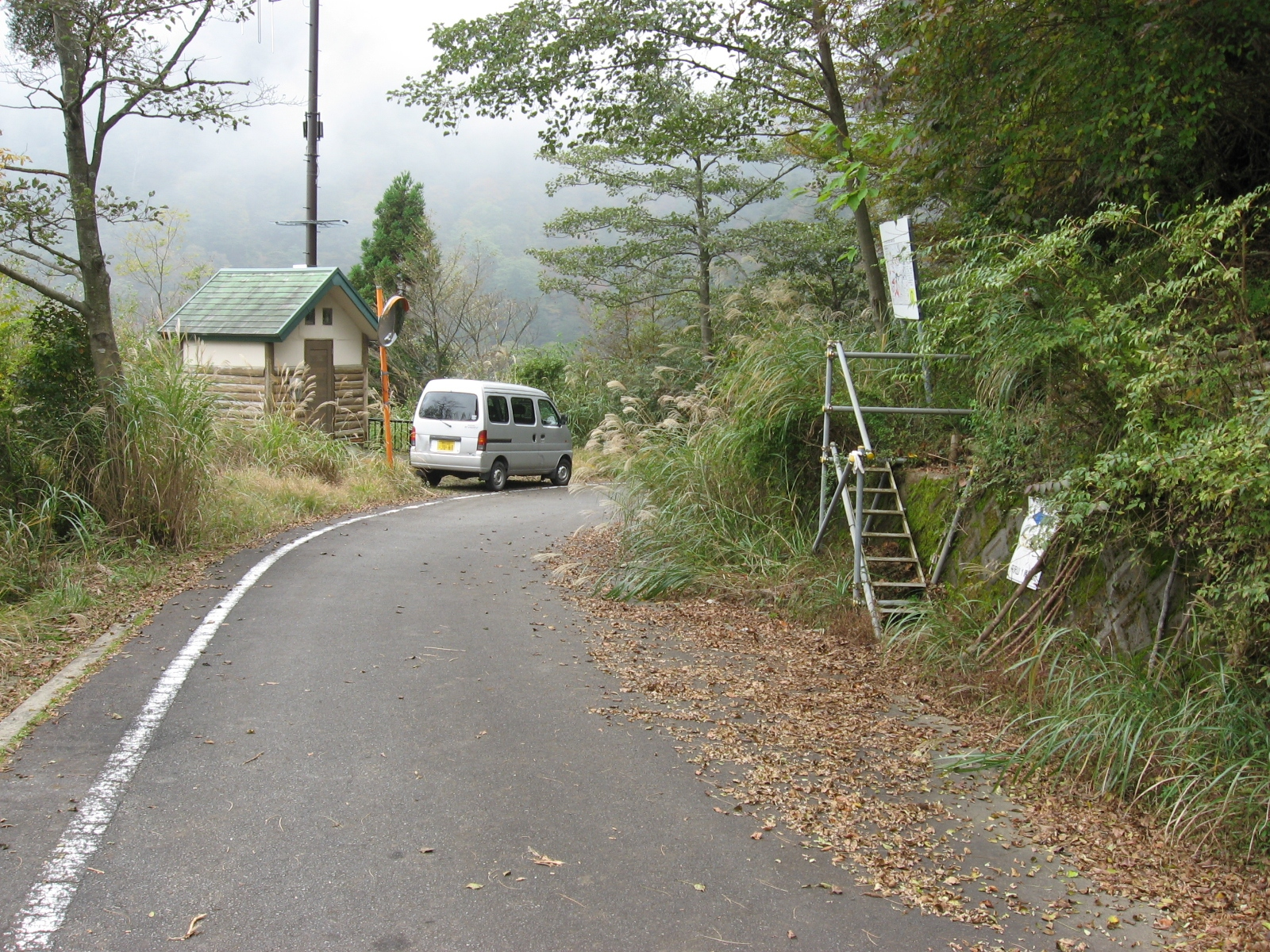
塩水林道の終点（標高約900m）より起点方向を望む。
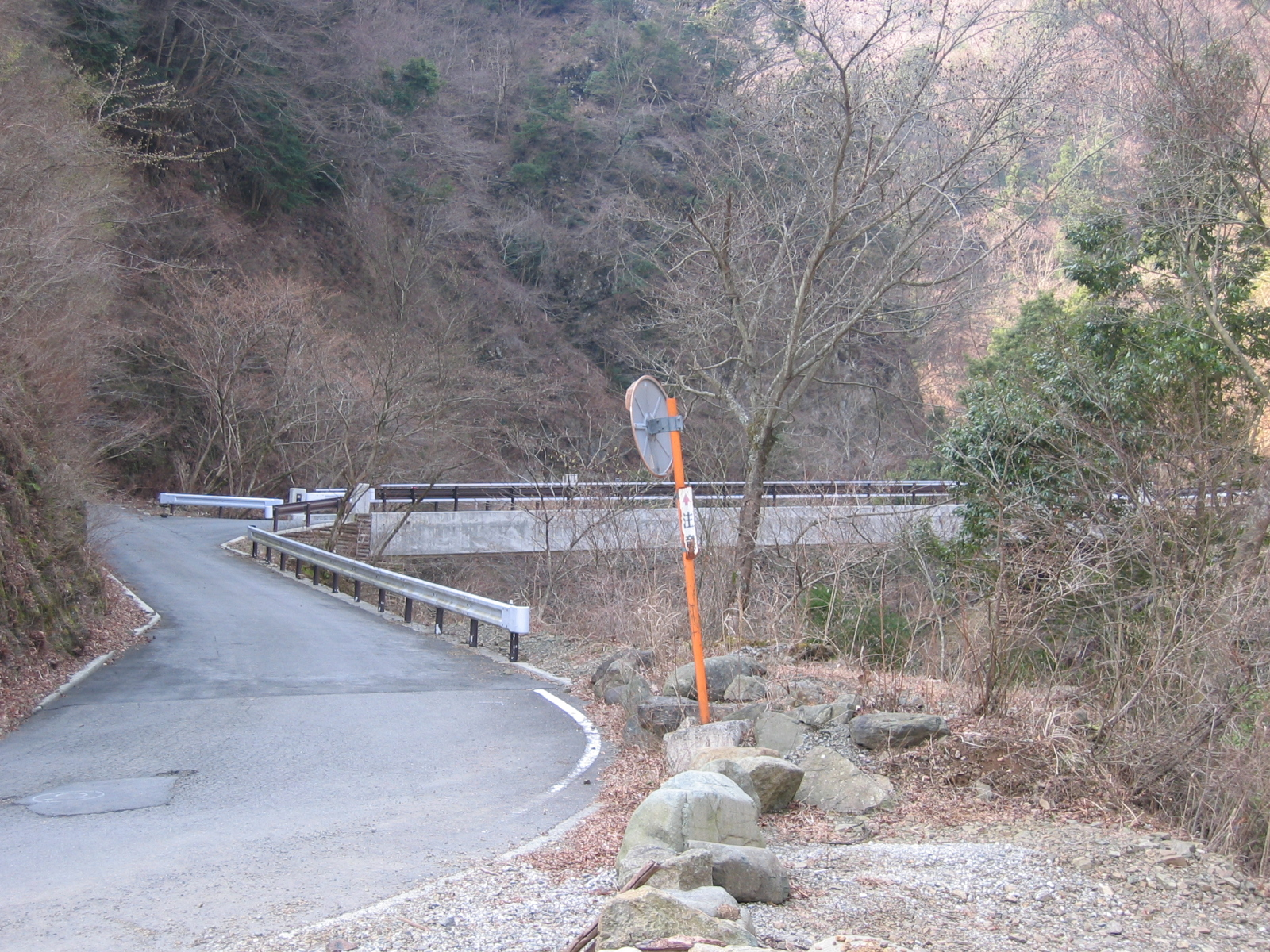
塩水林道と本谷林道の分岐手前
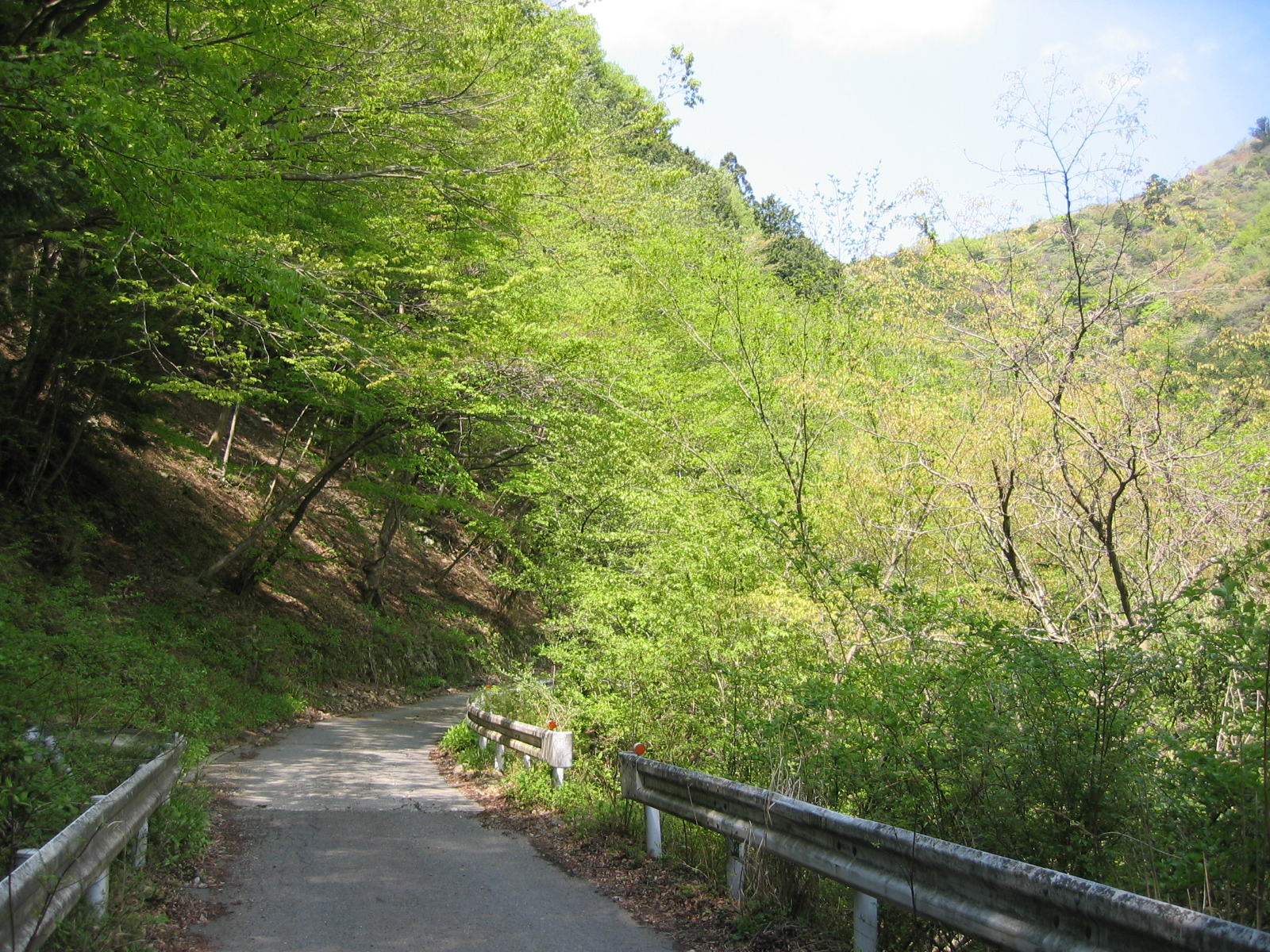
起点より約1km地点から終点方面を望む
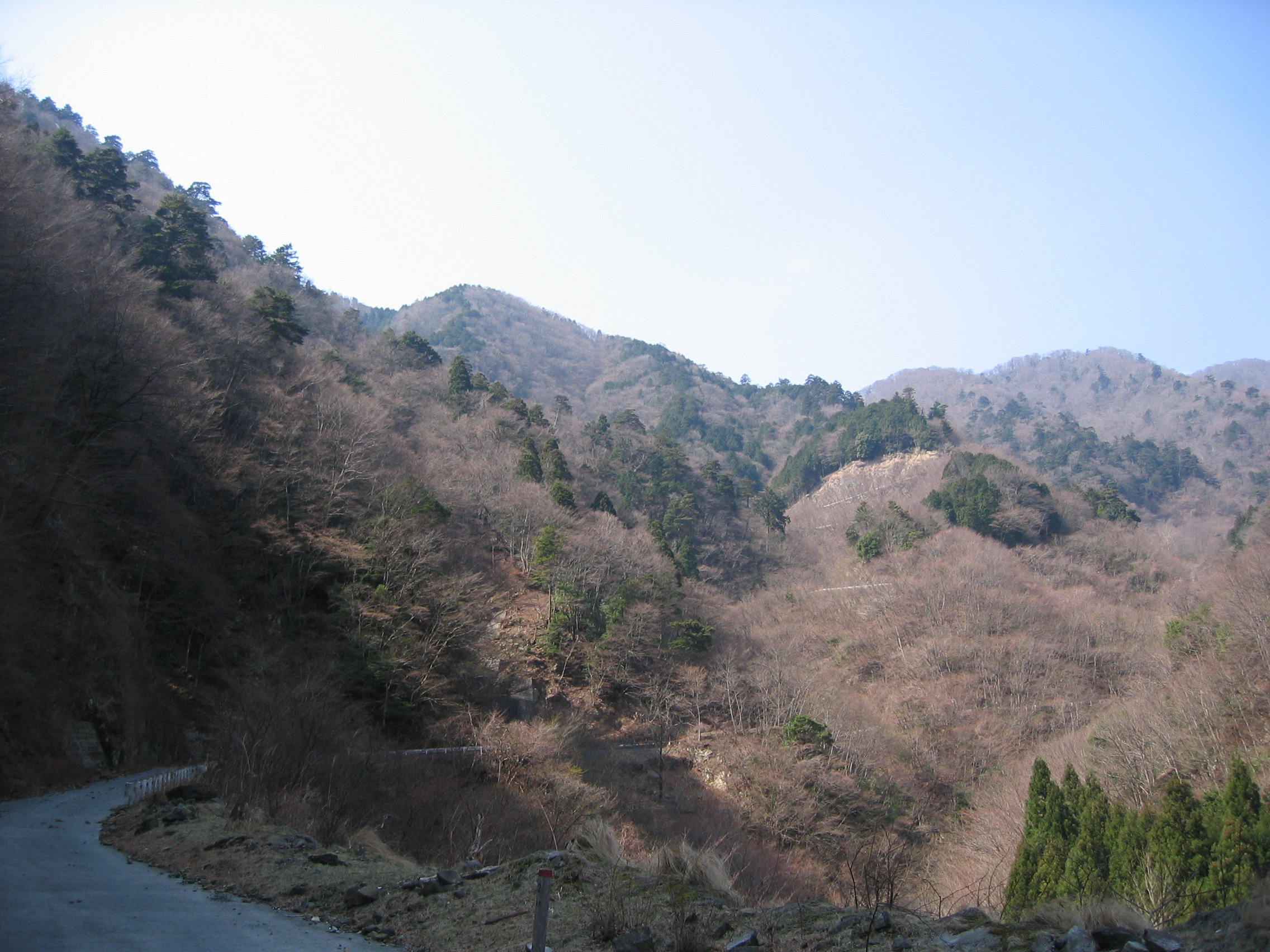
塩水林道の中間点付近から終点方面を望む
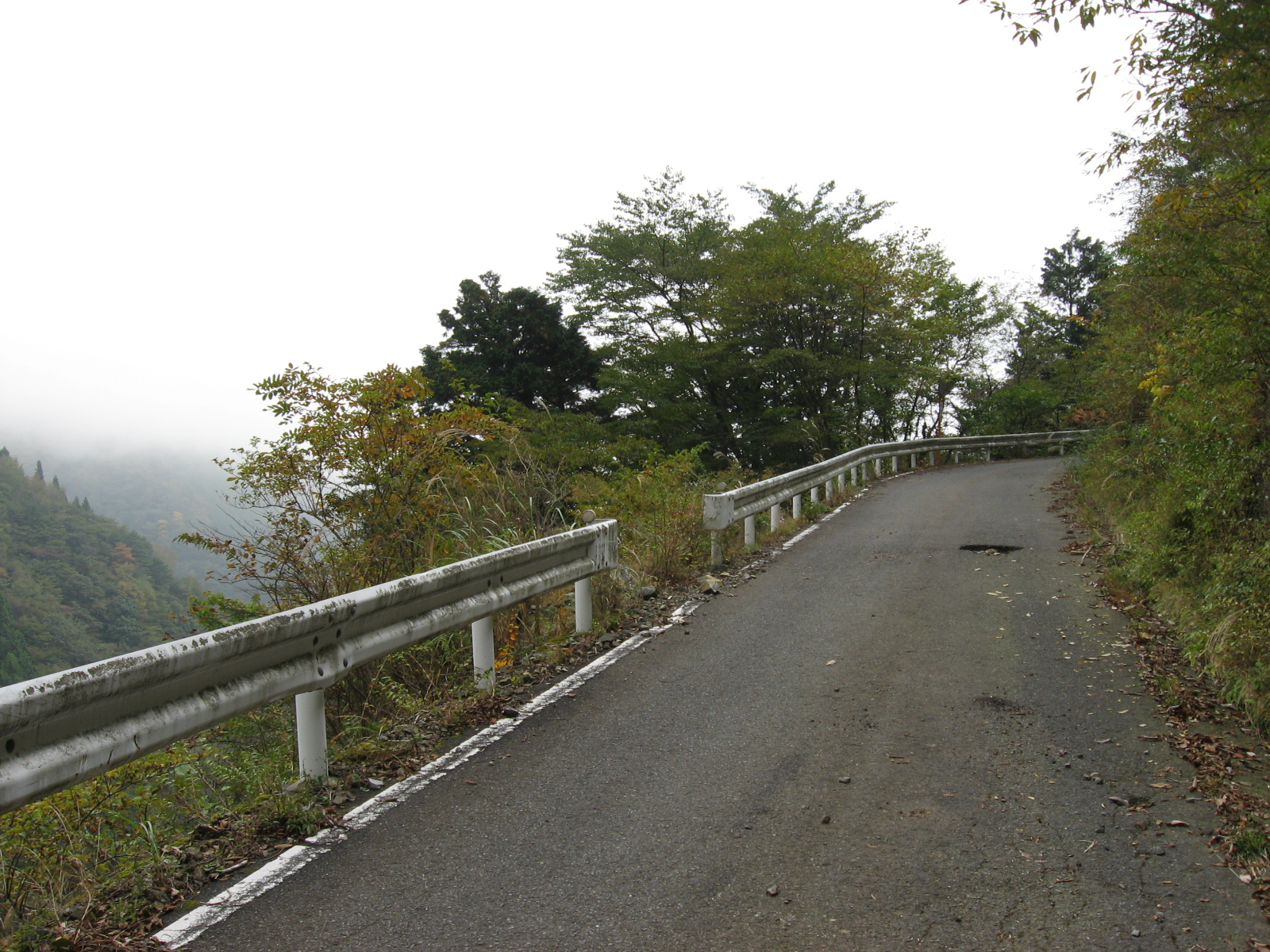
起点より約3km地点から終点方面を望む
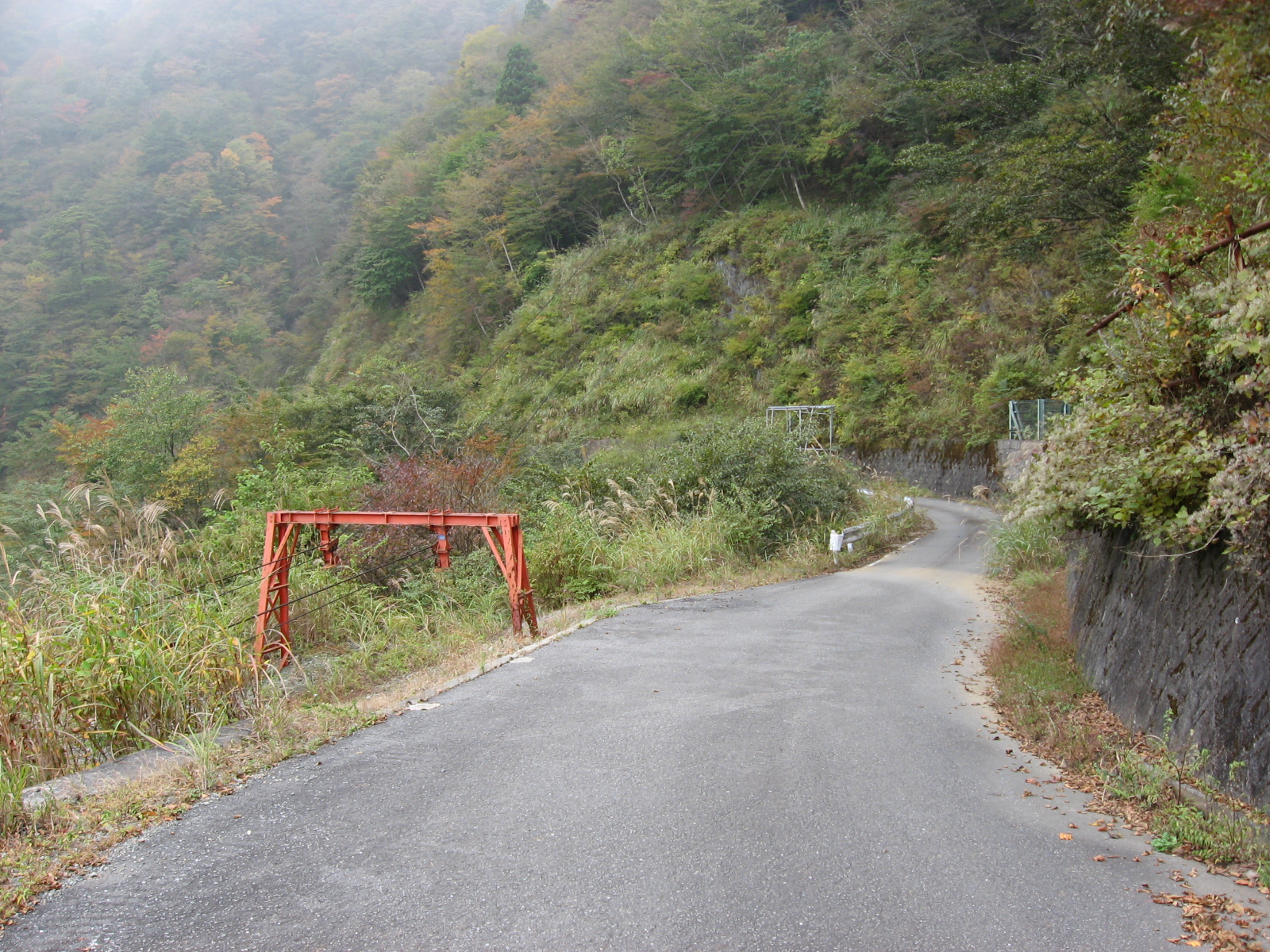
塩水林道の終点手前より起点方面を望む。
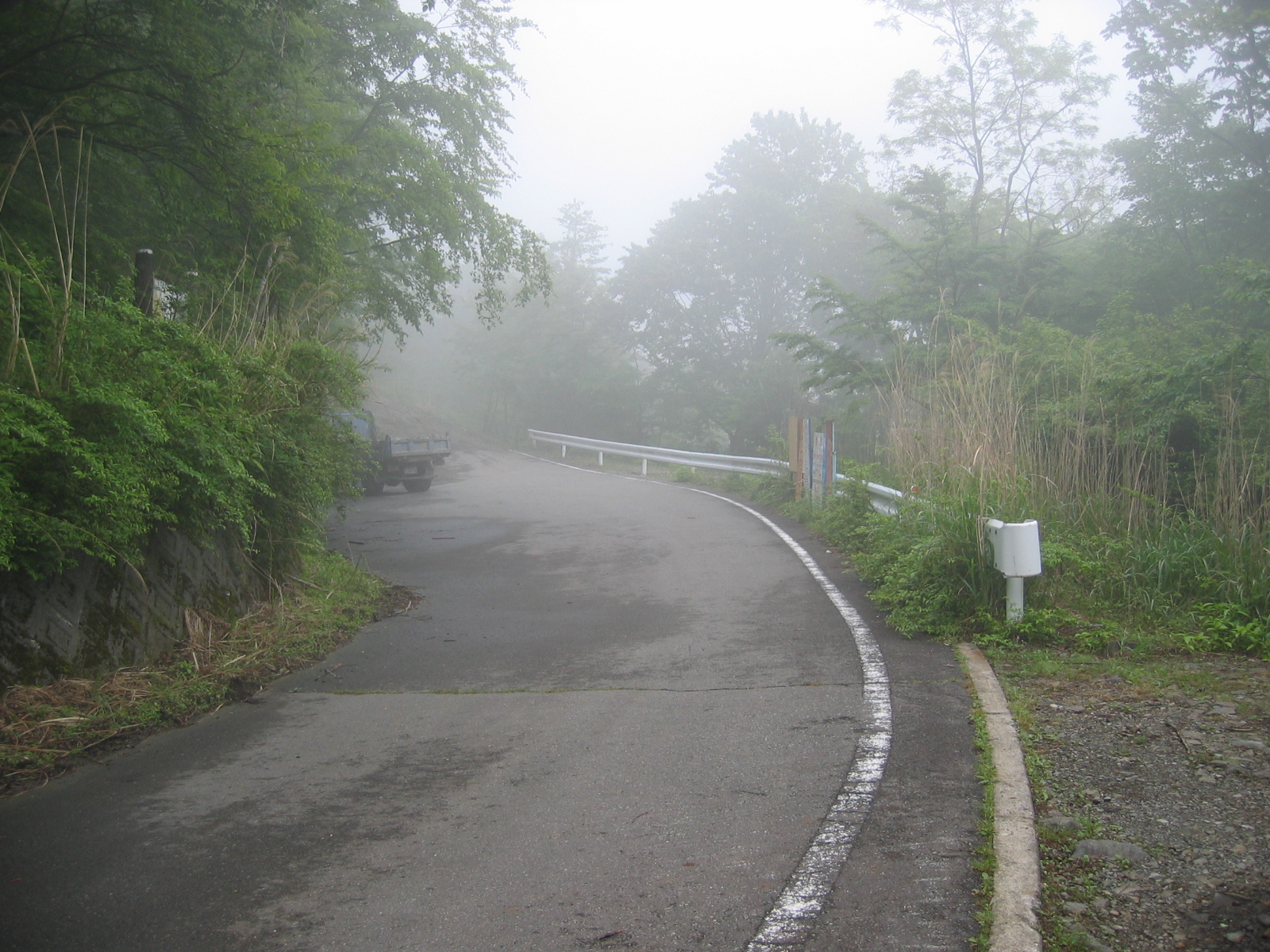
堂平雨量計前より林道終点を望む
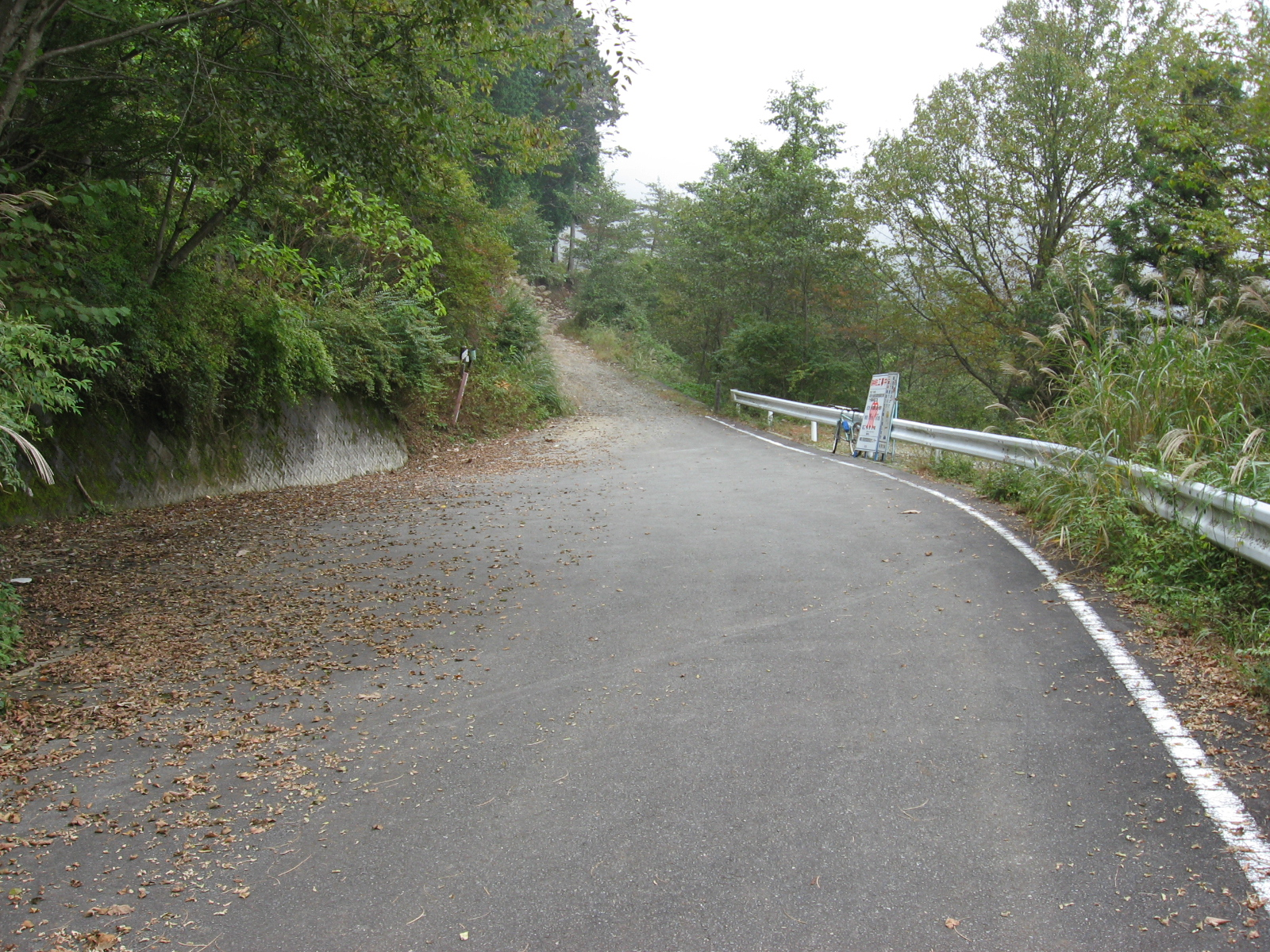
塩水林道終点